# Jean-Jacques Pouech
Jean-Jacques Pouech, né le 28 mars 1814 à Sabarat, en Ariège, où il est mort le 21 juillet 1892, est un prêtre catholique français connu en tant que géologue, paléontologue et préhistorien de l'Ariège.

## Biographie
Né en 1814, chanoine titulaire thomiste de la cathédrale Saint-Antonin de Pamiers, il est professeur de théologie et l'auteur de nombreux travaux sur les principaux saints du diocèse. Très tôt, Jean-Jacques Pouech s'est passionné pour la géologie et la préhistoire, notamment dans son département de l'Ariège, doté d'un riche patrimoine archéologique. il a activement participé à l'essor des sciences alors naissantes que sont la paléontologie et l'archéologie préhistorique. Il a notamment cartographié la grotte du Mas-d'Azil et mis en évidence ses fréquentations humaines.
Il a laissé une importante collection (ossements, poteries, colliers, monnaies, pistolets du temps de Louis XIII...), en partie dispersée après sa mort. De nombreux écrits n'ont pas été publiés. Une partie des objets préhistoriques ont été vendus par son héritière - sa vieille servante - au musée Field de Chicago, mais le plus gros de ces richesses est conservé dans les locaux du collège Jean-XXIII, à Pamiers, par Raymond Fabre. Ils ont été présentés lors du colloque organisé pour le centenaire de la mort du chanoine les 16 et 17 octobre 1992.
Les carnets de fouilles et prospections de l'abbé Pouech, très bien tenus et répertoriés, entièrement indexés par Raymond Fabre, représentent des milliers de croquis, dessins et informations sur des vestiges anciens préhistoriques ou médiévaux, dont beaucoup ont complètement disparu, certains jusques et y compris des mémoires villageoises qui ont oublié même leur nom. Cette collection inclut nombre de cartons de croquis géologiques à l'échelle cadastrale, un grand - un immense - herbier, et un index alphabétique des sites et objets mis à disposition par Raymond Fabre. Facilement accessibles sur rendez-vous, ces archives ont servi aux chercheurs à préciser certains points concernant les décors des édifices médiévaux, copiés un peu partout et coloriés par l'abbé. Florence Guillot, docteur en histoire et médiéviste, retrouve dans ces archives une copie ancienne - non ou peu dégradée - de la peinture du Graal qui se trouve dans la « grotte du Graal », à proximité immédiate du château de Montréal-de-Sos.
L'abbé historien et préhistorien des Pyrénées David Cau-Durban (1844-1908), comme lui ariégeois, fut son élève.

## Recherches et travaux

### Géologie et paléontologie
Jean-Jacques Pouech étudie spécialement les terrains tertiaires de l'Ariège, les poudingues de Palassou, auxquels il attribue une origine lacustre ou marine et non glaciaire.
En paléontologie, il se signale par la découverte d'ossements fossiles dans des strates géologiques identifiées/repérées : l'éléphant à Pamiers, l'hippopotame à Caoué, près du Mas-d'Azil et l'Ichtyosaure (reptile marin du Mésozoïque) à Bédeille. En 1859, il est le premier à découvrir des œufs de dinosaures,,, ce qui lui vaut à l'époque une large notoriété.
Sont également remarquées ses études en Ariège, notamment dans le massif du Plantaurel, sur la grotte d'Enlène, les grottes du Ker de Massat, la grotte de L'Herm, la grotte du Couly à Campagne-sur-Arize…, où il décrit des empilements de couches géologiques et note les fossiles qui permettront éventuellement ensuite de les dater. Lorsque des restes humains sont découverts dans des strates contenant aussi des animaux disparus depuis très longtemps (Ursus spelaeus, mammouth et hyène des cavernes en connexion avec des humains - Garrigou à Massat vers 1860), les hommes d'église doivent considérablement reculer leurs dates "habituelles" d'apparition de l'Homme sur terre par rapport aux Adam et Eve bibliques.

### Archéologie préhistorique

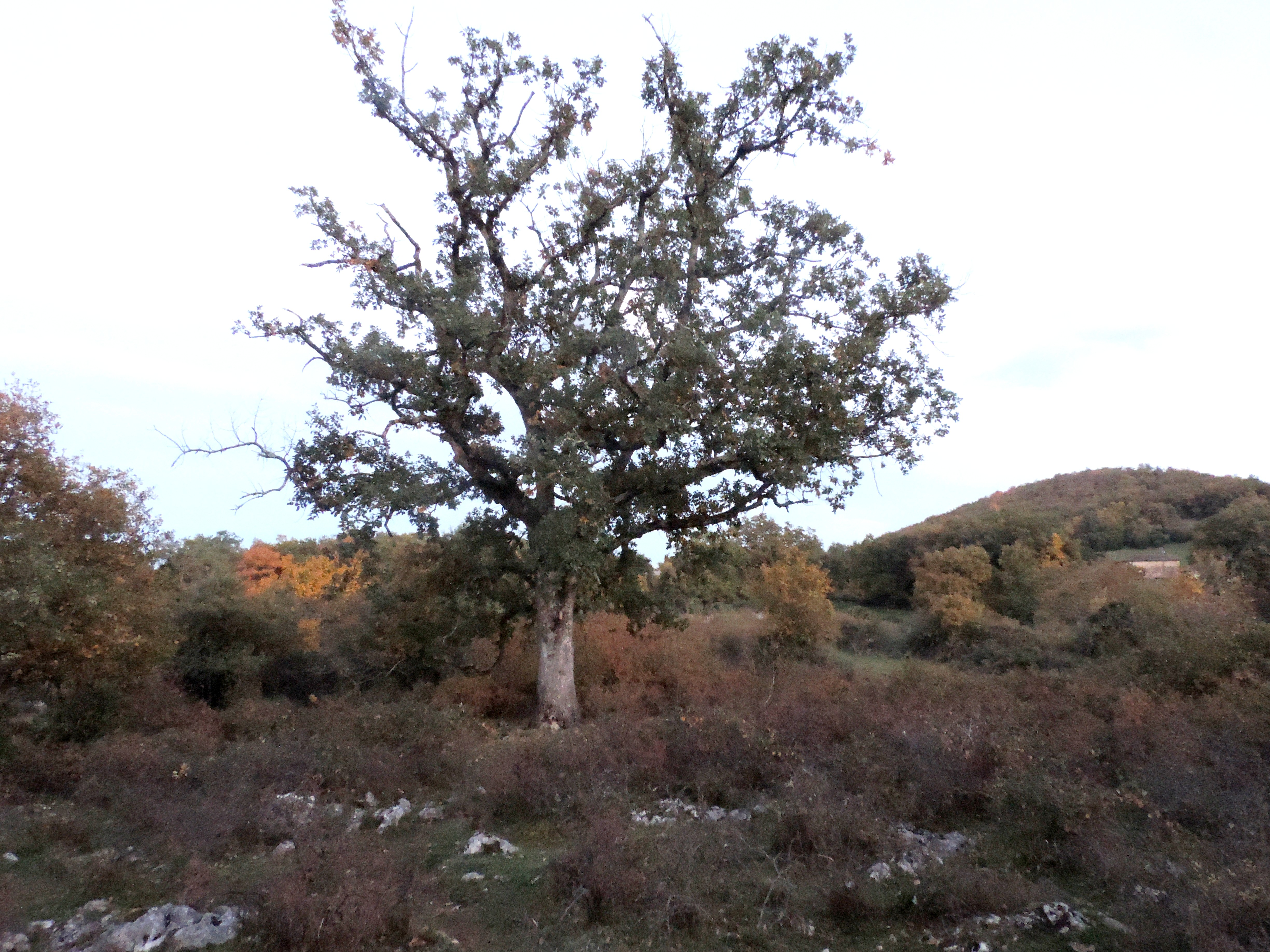
Métairie du Peyré, Sabarat

Pouech raisonne en géologue dans ses fouilles archéologiques, c'est ainsi qu'il met au point, avec quelques autres vers 1850-1860, la méthode des fouilles par strates, qui est la véritable entrée de l'archéologie dans le monde de la science - ce qui pose de nombreux problèmes de datation et d'interprétation aux hommes d'église comme les abbés Pouech, Cau-Durban, Breuil... dont les explications bibliques jusqu'alors admises pour les temps antédiluviens se doivent d'être longuement réinterprétées.
Pouech découvre la cachette launacienne du Peyré à Sabarat - et l'épée du Vernet. Ces importantes découvertes de la Préhistoire récente ont été analysées par Jean Guilaine. Les objets, une soixantaine, sont conservés au collège Jean XIII. Le domaine privé de la métairie du Peyré à Sabarat, que l'on voit sur la photo ci-contre, se situe sur une crête rocheuse qui domine de 180 m environ la vallée de l'Arize. C'est à proximité que se trouvent le dolmen et la cachette launacienne... du Peyré. Peyré signifiant pierrier ou endroit pierreux en gascon.
Pouech a également fouillé en 1864 au pied de sept dolmens, aux environs du Mas-d'Azil : dolmen du Cap del Pouech, demi-dolmen du Peyré (photo ci-contre) et dolmen de Seigmas, sur la commune du Mas d'Azil, dolmens de Coudère (Gabre) et dolmen de Balignas (Bordes). Dans ces cinq dolmens, il met au jour dans les couches les plus inférieures et dans les recoins des outils de silex et des ossements humains : petits os de la main et du pied, dents, fragments de mâchoires… Ce qui montre bien le caractère - inédit à cette époque de naissance de la science préhistorique - de sépulture collective des dolmens (plutôt interprétés jusque-là comme table sacrificielle des rites druidiques). Le dolmen de Commenge à Camarade, « le plus beau du groupe » d'après Pouech (1872), avait été malheureusement pillé de fond en comble, et le dolmen de Bidot Meilhorat (au Mas d'Azil) est seulement mentionné, mais les deux ont, comme les cinq autres, une ouverture au levant (est) et présentent d'autres similitudes de construction. La proximité de la grotte du Mas d'Azil, où des silex néolithiques ont été trouvés, identiques par la forme et la taille à ceux des dolmens proches, ouvre d'intéressantes perspectives de géographie humaine préhistorique - de paléo-terroir ou paléo-territoire comme peuvent l'écrire aujourd'hui les préhistoriens, de sites et de cheminement entre ces sites, ici par des crêtes calcaires qui mènent immanquablement à la grande grotte du Mas - comme le remarquait déjà dans la publication le jeune et infatigable marcheur autochtone abbé Pouech.
Pouech - encore en précurseur - mentionne des cupules (trous, bassines) reliées par des canaux gravés, sur les tables des dolmens, ainsi que des trous d'écoulement centraux vers les chambres sépulcrales. C'est l'un des rares, avec Émile Cartailhac et Édouard Piette, à faire connaître ces gravures profondes, les autres archéologues n'y croyant pas du tout (érosion naturelle) ou n'y voyant qu'un phénomène druidique (sacrifices animaux ou humains) ou péri-contemporain (plantation de croix, christianisation de lieux païens). Ce débat est toujours d'actualité, mais il est certain que nombre de sites préhistoriques en Pyrénées centrales, Couserans, Comminges et Val d'Aran, sont associés de façon récurrente à ces mystérieux pétroglyphes extrêmement difficiles à dater, et font l'objet de recherches spécifiques chez les universitaires et érudits locaux espagnols et français (voir par exemple les recherches d'Isaure Gratacos et Jérôme Ramond, publiées dans la Revue de Comminges en 2008 et 2009, avec photos).

## Publications
L'abbé Pouech a principalement publié dans les bulletins de la société géologique de France BSGF, dont il fut un collaborateur assidu.
- [1859] « Mémoire sur les terrains tertiaires de l'Ariège rapportés à une coupe transversale menée de Fossat à Aillères, passant par le Mas d'Azil, et projetée sur le méridien de ce lieu », Bulletin de la Société géologique de France, t. 16, 2e série,‎ 1859, p. 381-411 (lire en ligne [sur biodiversitylibrary.org]).
- [1862] « Sur la grotte ossifère de l'Herm (Ariège) », Bulletin de la Société géologique de France, t. 19, 2e série,‎ 1862, p. 564-599 (lire en ligne [sur biodiversitylibrary.org]).
- [1864] « Sur l'altitude qu'atteignent les dépôts miocènes du bassin sous-pyrénéen dans le département de l'Ariège », Bulletin de la Société géologique de France, t. 21, 2e série,‎ 1864, p. 197-202 (lire en ligne [sur biodiversitylibrary.org]).
- [1864] « Lettre à M. d'Archiac », Bulletin de la Société géologique de France, t. 22, 2e série,‎ 1864, p. 13-15 (lire en ligne [sur biodiversitylibrary.org]).
- [1864] « Note concernant une assise calcaire présumée lacustre, observée dans l'Ariège à la partie inférieure de l'éocène pyrénéen », Bulletin de la Société géologique de France, t. 22, 2e série,‎ 1864, p. 16-21 (lire en ligne [sur biodiversitylibrary.org]).
- [1865 ?] « Note concernant la grotte d'Enlène, commune de Montesquieu de Lavanthes », Bulletin de la Société géologique de France ?,‎ 1865 ?[n 1].
- [1869] « Note sur les poudingues tertiaires, dits de Palassou, dans le département de l'Ariège », Bulletin de la Société géologique de France, t. 27, 2e série,‎ 1869, p. 267-286 (lire en ligne [sur biodiversitylibrary.org]).
- [1872] « Groupe de dolmens et demi-dolmens des environs du Mas d'Azil », Bulletin archéologique, historique et artistique de la Société archéologique de Tarn-et-Garonne, t. 2,‎ 1872, p. 41-56 (première partie) et 70-87 (suite et fin) sur Google Livres (lire en ligne [sur books.google.fr]).
- [1873] « Note au sujet des restes d'un éléphant fossile découverts à Pamiers », Bulletin de la Société géologique de France, t. 2, 3e série,‎ 1873, p. 8-14 (lire en ligne [sur biodiversitylibrary.org]).
- [1880] « Extrait d'une lettre à Albert Gaudry » (annonçant sa découverte du riche gisement de reptiles fossiles du Mas d'Azil), Bulletin de la Société géologique de France, t. 9, 3e série,‎ 1880, p. 15-16 (lire en ligne [sur biodiversitylibrary.org]).
- [1880] « Sur un ossement fossile supposé appartenir à un mammifère trouvé dans les grès crétacés du Mas d'Azil », Bulletin de la Société géologique de France, t. 9, 3e série,‎ 1880, p. 88-90 (lire en ligne [sur biodiversitylibrary.org]).
- [1881] « Note sur un fragment de mâchoire d'un grand Saurien trouvé à Bédeille (Ariège) », Bulletin de la Société géologique de France, t. 10, 3e série,‎ 1881, p. 79‐87 (lire en ligne [sur biodiversitylibrary.org]).
- [1882] « Note sur le massif calcaire de Tarascon-Ussat », Bulletin de la Société géologique de France, t. 10, 3e série,‎ 1882, p. 588-600 (lire en ligne [sur biodiversitylibrary.org]).
- [1882] « Explications sur deux coupes géologiques prises dans les environs de Foix » (coupe S-N du Rocher de Foix à Vernajoul par le Pech-Saint-Sauveur, rive gauche de l'Ariège (p. 462-465) ; et coupe N-S du Pech de Foix rive gauche (p. 465-467)), Bulletin de la Société géologique de France, t. 10, 3e série,‎ 1882, p. 462-467 (lire en ligne [sur biodiversitylibrary.org]).
- [1882] « Coupes géologiques dans la région nord-ouest du département de l'Ariège », Bulletin de la Société géologique de France, t. 10, 3e série,‎ 1882, p. 632-636 (lire en ligne [sur biodiversitylibrary.org]).
- [1883] Hommage à Saint Antonin. Sa vie, d'après des traditions antiques, en particulier, d'après l'ancienne légende du bréviaire de Pamiers, Pamiers, monographie, 1883.

Sa correspondance 1859-1869 avec Édouard Lartet n'a pas été publiée. Dix de ces lettres se trouvent à la bibliothèque de l'université de Toulouse et concernent notamment les problèmes religieux posés par l'archéologie à l'église. Ses très nombreux carnets de fouilles et prospections sont conservés au collège Jean XIII.
Entre le diocèse de Pamiers, la Conservation départementale de l'Ariège (service du Conseil départemental) et le laboratoire d'archéologie TRACES de Toulouse, des travaux et études sont en cours pour inventorier ces collections, les conditionner et les protéger. Une concertation est lancée en 2019 afin de les déposer au Centre de conservation et d'étude de Tarascon-sur-Ariège, situé au Parc pyrénéen de l'art préhistorique.

## Hommages
A l'occasion du centenaire de sa mort, la place de son village natal Sabarat a été dénommée place du Chanoine-Pouech et un colloque Jean-Jacques Pouech s'est tenu les 16-17 octobre 1992 à Pamiers. Une rencontre à propos de l'abbé Pouech et des débuts de la préhistoire en Ariège s'est déroulée le 29 juin 2019 à Pamiers.